# Шипшина гололиста
Шипшина гололиста (Rosa glabrifolia) — вид рослин з родини розових (Rosaceae), поширений в Україні, Росії, Казахстані.

## Опис
Чагарник заввишки 60–200 см. Листочки сизо-зелені, рахіс (загальний черешок складного листа) голий або лише з поодинокими волосками, чашолистки позбавлені залозок, на спинці голі.

## Поширення
Поширений в Україні, Росії (у тому числі у південно-західному Сибіру), Казахстані; натуралізований у Білорусі; інтродукований до Литви, Латвії, Естонії.
В Україні вид зростає в заплавах річок і на узліссях на півдні 3. Полісся (Рівненська обл., ок. смт Клевані, близько р. Горинь і ок. смт Степані).